# Unidraf
『Unidraf』（ユニドラフ）は、進和電機株式会社が開発する電気設計用のCADソフトウェア。

## 概要
動力図・操作回路図・PLCのI/O図等を設計するための各種の電気専用機能と、制御盤図を設計するための二次元汎用機能を持つ。
通常の汎用CADでは人間の手作業によって記入しなければならない各種情報（コイルリファレンスや渡り線番等）が自動的に処理されるなど、付加価値の高い電気図面を労力を掛けずに簡単に作成することができる。
一般的な電気記号（シンボル）は標準で搭載されており、且つ分かりやすいWindowsライクな操作性が採用されているため、一般的なCADと比較しても短時間で使い始めることが可能である。
また、制御盤に使用されている各種PLCのラダーデータやコメントデータを変換して取り込むことも可能で、ハード図面とソフト図面を１つのファイルで一元的に管理・印刷することができる。
最新版のUnidrafシリーズでは、生産工場のグローバル化に対応するために、世界の言語に対応するUnicodeが採用されており、且つ図面内のコメントを登録されている辞書を利用して各国の言語に一括で切り替えることも可能である。
Unidrafは主に工作機械メーカーや産業機械メーカー、制御盤メーカー等の制御設計のツールとして使用されており、特に自動車・工作機械関連企業の多い中部地方においては大きなシェアを持つ。

## 歴史
産業機械の発展と共に複雑化する電気図面は、その当時はほとんどが手書きやドラフターで描かれていた。その後、パソコンの普及と共に汎用CADが登場し始めたが、電気図面に特化したCADは日本には存在せず、元NTT電算の技術者との協力の下、1981年に日本で初めて電気設計専用CADが開発され、（株）協同、（株）ヤシカ電機、（株）三菱電機サービスセンター等にOEM供給が開始された。
その後、時代と共に進化を続け、1984年に "TopTron"（トップトロン）シリーズ、1985年に"Cosmo Tron"（コスモトロン）シリーズ、1986年には"Super Cosmo16"（スーパーコスモジュウロク）シリーズが発売された。
1991年には、16ビットから32ビットの時代に移ると同時にUNIX搭載のワークステーションが登場し、それに対応するUNIX版 "UniDraf32"（ユニドラフサンジュウニ）が発売された。
1995年には、本格的なWindows時代に入り、"UniDraf for Windows"が発売され、"UniDraf Ver2.0"、"UniDraf Ver3.0"、"UniDraf Ver4.0"へとバージョンアップされた。
2000年には、"UniDraf Ver4.0"の操作性・内容等を一新した"Unidraf2000"シリーズが別製品として発売された。"Unidraf2000"シリーズは機能に応じて3機種に細分化され、必要な機能とコストから選択できるようになった。それによって非効率であるとは分かっていながらコスト面から汎用CADを使用していたユーザー層へ本格的に普及することとなった。
2004年には、"UniDraf Ver4.0"の新バージョンとして"Unidraf5"が発売された。このUnidraf5では、Unidraf2000で採用した操作性に統一されたため、両製品を使い分ける必要のある設計者の負担がなくなった。
2009年には、生産工場のグローバル化に対応するためUnicodeに対応した"Unidraf7"（Unidraf5の後継機種）、"Unidraf2010"シリーズ（Unidraf2000の後継機種）がそれぞれ発売された。

## 主な機能
- Unicode対応
- 表紙/目次の自動作成
- コイルリファレンス/コイル番地/接点上コメントの自動処理
- 渡り線番の自動処理
- 機器名/線番/PLCアドレスの自動処理
- 主副コメント辞書
- 回路チェック（重複機器・重複線番等）
- I/O割付表の自動作成
- コネクタリストの自動作成
- 銘板リストの自動作成
- 外部/中継端子の自動作成
- 容量自動設定
- 裏面配線図の自動作成
- 部品表の自動作成
- PLCリンク機能

## Unidrafシリーズの構成
- Unidraf2010 盤用CAD　（エントリーモデル）
- Unidraf2010 ExpertLT　（スタンダードモデル）
- Unidraf2010 Expert　（エキスパートモデル）
- Unidraf7　（エキスパートモデル＋トヨタ仕様）

## 関連ツール
- UDViewer（パソコン版Unidrafデータ表示ソフト）
- Unidraf Android viewer（Android版Unidrafデータ表示ソフト）